# NGC 4638
إن جي سي 4638 (NGC 4638) هو حافة على المجرة العدسية تقع على بعد حوالي 50 مليون سنة ضوئية في كوكبة العذراء. اكتشفه الفلكي ويليام هيرشل في 15 مارس عام 1784. المجرة عضو من برج العذراء العنقودية.

## وصلات خارجية
- NGC 4638 على موقع ويكي سكاي: DSS2, SDSS, GALEX, IRAS, Hydrogen α, X-Ray, Astrophoto, Sky Map, Articles and images